# آبشار اسکندر
آبشار ملک کیان  از آبشارهای استان آذربایجان شرقی در شهرستان تبریز در منطقه ای نزدیک تبریز (ده کیلومتری قزلجه میدان جاده تبریز - تهران) قرار دارد و سی متر ارتفاع دارد.